# 玫腺浮蚕
玫腺浮蚕（学名：Tomopteris nationalis）为浮蚕科浮蚕属的动物。分布于地中海、大西洋、太平洋，包括东海、台湾海峡、南海等海域，属于热带和亚热带暖水种。